# Oneil·lita
L'oneil·lita és un mineral de la classe dels silicats que pertany al grup de l'eudialita. Rep el nom per John Johnston O'Neill (1886-1966), geòleg del Servei Geològic del Canadà, i posteriorment professor de geologia, degà de ciències i degà d'enginyeria a la Universitat McGill de Mont-real, Canadà.

## Característiques
L'oneil·lita és un silicat de fórmula química Na₁₅Ca₃Mn₃Fe²⁺₃Zr₃Nb(Si₂₅O₇₃)(O,OH,H₂O)₃(OH,Cl)₂. Cristal·litza en el sistema trigonal. La seva duresa a l'escala de Mohs es troba entre 5 i 6.
Segons la classificació de Nickel-Strunz, l'oneil·lita pertany a «09.CO: Ciclosilicats amb enllaços de 9 [Si9O27]18-» juntament amb els següents minerals: al·luaivita, eudialita, ferrokentbrooksita, kentbrooksita, khomyakovita, manganokhomyakovita, raslakita, feklichevita, carbokentbrooksita, zirsilita-(Ce), ikranita, taseqita, rastsvetaevita, golyshevita, labirintita, johnsenita-(Ce), mogovidita, georgbarsanovita, aqualita, dualita, andrianovita, voronkovita i manganoeudialita.

## Formació i jaciments
Va ser descoberta a la pedrera Poudrette, a La Vallée-du-Richelieu RCM, a Montérégie (Quebec, Canadà). Posteriorment també ha estat descrita al volcà Água de Pau, a l'illa de São Miguel, a les Açores (Portugal). No ha estat descrita en cap altre indret.